# Ramondo Stallings
Ramondo Antonio Stallings (Winston-Salem, 21 novembre 1971) è un ex giocatore di football americano statunitense che ha militato nel ruolo di defensive end nella National Football League (NFL), nella Canadian Football League (CFL), nella XFL e nella Arena Football League.

## Carriera
Stallings fu scelto dai Cincinnati Bengals nel corso del settimo giro (195º assoluto) del Draft NFL 1994. Vi giocò fino al 1997, mettendo a segno 38 tackle e 3 sack. Nel 2000 passò a giocare nella CFL, rimanendovi una sola stagione. L'anno seguente passò alla XFL con cui vinse il titolo con i Los Angeles Xtreme. Nel 2002 fu la prima scelta dell'expansion draft dell'Arena Football League.

## Palmarès
- Campione XFL: 1

Los Angeles Xtreme: 2001